# KEDIT
KEDIT von der Mansfield Software Group ist ein zeilenorientierter Texteditor mit Syntax-Hervorhebung und läuft unter DOS und Windows. Trotz der Namensgleichheit ist er nicht identisch mit KEdit, einem Texteditor des KDE-Projekts, sondern ein Clone des XEDIT unter VM/CMS.
Er kann auch große Dateien, wie sie oft bei Datenbank-Im- und Exporten verwendet werden, mit hoher Geschwindigkeit bearbeiten; die Größe der Dateien ist nur durch den zur Verfügung stehenden Hauptspeicher begrenzt.
Neben regulären Ausdrücken beherrscht er auch das zeilen- und spaltenselektive Editieren. Er kann beispielsweise nur das 4. und 5. Auftauchen eines „.“ gegen ein „,“ tauschen, und das nur in Zeilen, die in den Spalten 20–30 die Zeichenkette „2003“ oder „2004“ enthalten. 
Er enthält eine integrierte Makrosprache, die ein Subset von REXX darstellt und sich KEXX nennt. Für diese enthält er auch einen Debugger.
Eine Demoversion steht auf der offiziellen Website zur Verfügung; sie ist allerdings dadurch eingeschränkt, dass sie nur 75 Zeilen sichern kann.
Ein an XEDIT und KEDIT angelehnter freier Editor existiert unter dem Namen The Hessling Editor.